# Dante Spinotti
Dante Spinotti (Tolmezzo, 22 augustus 1943) is een Italiaanse cameraman. Hij werd voorlopig al tweemaal genomineerd voor een Academy Award. Spinotti is vooral bekend om de films The Insider (1999), Heat (1995) en L.A. Confidential (1997).
Spinotti's carrière als cameraman begon hij bij de publieke televisiezender Radio Audizioni Italiane (RAI). Bovendien verbleef Spinotti ook verscheidene jaren in Kenia, waar hij als cameraman werkte in dienst van z'n oom.
Midden jaren 1980 kreeg hij de kans om in de Verenigde Staten in de filmwereld te gaan werken. Zijn eerste Amerikaanse film was het onbekende Choke Canyon (1986). In hetzelfde jaar kreeg hij van Hollywood-producer en landgenoot Dino De Laurentiis de kans om mee te werken aan de eerste grote film van Michael Mann. Mann zelf werkte eerder vooral voor televisie en had enkel Thief als volwaardige langspeelfilm gemaakt. Samen verfilmden ze het eerste Hannibal Lecter-boek van auteur Thomas Harris: Manhunter (1986). In 2002 zou hij ook een remake van de film, Red Dragon (2002), filmen.
Spinotti en Mann werkten ook na Manhunter (1986) nog vaak samen. In 1992 kroop Spinotti achter de camera van Manns film The Last of the Mohicans (1992) en drie jaar later deed hij dat opnieuw voor de bekende thriller Heat (1995). Spinotti viel in deze films vooral op omwille van de blauwe kleurenfilters die hij gebruikt. De steriele omgeving die zo gecreëerd wordt, gebruikt de regisseur om z'n personages emotioneel te ontleden naar het publiek toe. Spinotti staat dan ook bekend om het realisme dat hij in z'n werk legt.
In 1997 filmde de cameraman L.A. Confidential (1997) van regisseur Curtis Hanson. Deze politiethriller, gebaseerd op de roman van James Ellroy, leverde Spinotti z'n eerste Oscar-nominatie op in de categorie Beste Camerawerk. Twee jaar later deed hij deze prestatie opnieuw met de film The Insider (1999) van Michael Mann.
Nadien werkten Mann en Spinotti een tijdje niet meer samen. De cameraman werkte wel mee aan het laatste deel van de X-Men trilogie, X-Men: The Last Stand (2006), en Slipstream (2007) van acteur/regisseur Anthony Hopkins.
In juli 2009 kwam Public Enemies uit, de (voorlopig) laatste samenwerking tussen Dante Spinotti en Michael Mann.
- Biblioteca Nacional de España: XX1091669
- Bibliothèque nationale de France: cb14044129h (data)
- Gemeinsame Normdatei: 137414242
- International Standard Name Identifier: 0000 0001 1878 6732
- Library of Congress Control Number: n85185181
- Nationale Bibliotheek van Tsjechië: xx0163348
- Nationale Bibliotheek van Israël: 987007426253305171
- Nationale Bibliotheek van Polen: a0000002504123
- Istituto Centrale per il Catalogo Unico: UFIV121397
- Système universitaire de documentation: 059743425
- Virtual International Authority File: 81608731
- WorldCat: E39PBJqvRPKHdKKYMtG7XdBMfq